# Чёрный кардамон
Чёрный кардамон, также известный как коричневый кардамон, большой кардамон, бенгальский кардамон, индийский кардамон, непальский кардамон — пряность, плоды некоторых видов растений рода Амомум. Его семена обладают сильным камфорным ароматом с оттенком запаха дыма, приобретённым в процессе сушки над открытым огнём.

## Характеристики
Чёрный кардамон — высушенные плоды растения Амомум. Зрелые стручки имеют ребристую форму, ворсистую поверхность и красный цвет, а после сушки становятся коричневыми. В трёх камерах стручка находятся мелкие твёрдые тёмные семена. Обычно чёрный кардамон продаётся в виде целых стручков размером 2,5 см и более, каждый стручок содержит 40−50 семян, соединённых липкой смолой.
Чёрный кардамон обладает свежим ароматом с выраженным запахом камфары, пряным вкусом со смолистыми и имбирными оттенками и вяжущей нотой. В пищу используют высушенные семена растения или стручки с семенами. Семена чёрного кардамона содержат 3 % эфирных масел, преобладающую долю (70 %) в которых представляет 1,8-цинеол. В меньших количествах в масле содержатся α-терпинилацетат, лимонен, терпинен, терпинеол и сабинен. Оболочка семян (перикарпий) содержит лишь 0,2 % эфирных масел с существенно меньшей долей содержания 1,8-цинеола. В оболочке содержатся сесквитерпеноиды спатуленол, гермакрен-D, β-селинен. Содержащиеся в оболочке антоцианов цианидин-3-глюкозид и цианидин-3,5-диглюкозид в количестве 0,1 % окрашивают её в коричневый цвет. При заготовке непальского кардамона стручки традиционно высушивают на открытом огне, благодаря чему пряность приобретает характерный привкус дыма.

## Производство
Чёрный кардамон получают от двух разных видов рода Амомум: Amomum subulatum (также известный как непальский кардамон) и А. costatum. Более мелкие стручки растения А. subulatum используются преимущественно в индийской кухне и в кухне некоторых районов Пакистана. Крупные стручки вида А. costatum используются в китайской кухне, главным образом в провинции Сычуань, а также во вьетнамской кухне.
Естественный ареал произрастания Amomum subulatum — прохладные субтропические леса восточно-гималайских нагорий. Производство чёрного кардамона сосредоточено в Индии (Сикким), Восточном Непале и Бутане. Более 80 % мирового производства приходится на Индию. Индия ежегодно экспортирует 1—1,5 тысячи тонн пряности.
Амомум начинает плодоносить через три года после посадки. Красно-коричневые плоды созревают с августа по ноябрь, урожай убирают до наступления полной зрелости, прежде чем стручки вскроются. Плоды собирают вручную или с помощью ножа, просеивают в плоских плетёных лотках из бамбука, затем на протяжении целого дня сушат в дыму над открытым огнём.

## Кулинарное использование
Чёрный кардамон иногда называют неполноценным заменителем зелёного (или настоящего) кардамона. Зелёный кардамон повсеместно используется для ароматизации выпечки и сладких блюд, где чёрный кардамон, как правило, неуместен. Чёрный кардамон гораздо лучше зелёного подходит к мясу и овощам в острых простых блюдах, характерных для азиатской кухни.
Пряность может добавляться в блюдо в довольно большом количестве, вплоть до нескольких стручков на порцию. Стручки слегка раздавливают перед закладкой, но так, чтобы семена остались внутри капсул. Перед подачей блюда на стол целые стручки обычно удаляют. Если используются семена без оболочек, то их дробят или размалывают, и они развариваются в соусе. Вскрытые стручки и дроблёные семена быстро теряют свой аромат, поэтому подготавливать специю рекомендуют непосредственно перед закладкой. В герметичном сосуде неповреждённые стручки чёрного кардамона хранятся год и более.
Чёрный кардамон не подавляет, а усиливает вкус и аромат других пряностей, при этом дымный привкус стручков в готовом блюде не ощущается. Аромат чёрного кардамона, как аромат гвоздики и некоторых других пряностей, раскрывается со временем. Поэтому блюда, приготовленные накануне или за несколько часов до подачи, более ароматны.
Чёрный кардамон, наряду с чёрным перцем, гвоздикой и корицей, образует основу популярной в индийской кухне приправы гарам масала, обязательного компонента плова и карри. В сычуаньской кухне чёрный кардамон добавляют в блюда из тушёного мяса. Во Вьетнаме чёрный кардамон используется при варке бульона для супа с лапшой «фо». Иногда чёрный кардамон используют в овощных маринадах и кондитерских изделиях.
В Непале чёрный кардамон считают символом гостеприимства. Непальцы жуют его семена, чтобы очистить и освежить рот и дыхание после острых блюд из мяса.

## Использование в медицине
Чёрный кардамон обладает антимикробным, обезболивающим, противорвотным, антиоксидантным эффектом, стимулирует деятельность сердца и печени. В классической медицине используется для лечения стоматитов, в качестве вяжущего при кишечных расстройствах, снотворного средства и для стимуляции аппетита. В больших дозах применяется при лечении невралгии. В традиционной китайской медицине чёрный кардамон используется для лечения расстройства желудка и малярии. Согласно аюрведическим текстам, он помогает при жажде, тошноте и рвоте, кашле и кожных болезнях.
- Amomum subulatum
- Цветок A. subulatum
- Стручок чёрного кардамона
- Зелёный кардамон (слева) и Чёрный кардамон (справа)